# Blickschutzfilter
Ein Blickschutzfilter ist eine flache Kunststoffscheibe. Sie wird über einen Notebook-Bildschirm gelegt und schränkt den Blickwinkel auf ca. 30° ein. Die Filterfolie soll verhindern, dass Unbefugte von der Seite auf den Bildschirm schauen können.

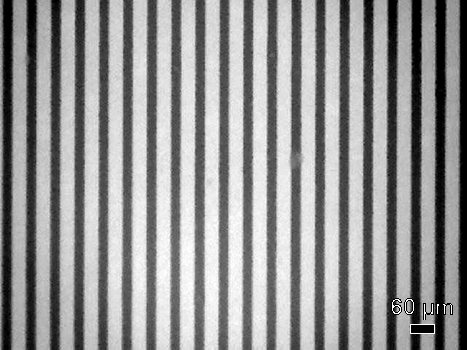
Mikroskopfotografie einer Lamellen-Blickschutzfolie
Prinzipzeichnung über die Wirkweise einer Lamellenschutzfolie

Der Blickfilter besteht aus senkrecht verlaufenden Lamellen, die auf der Ober- und Unterseite von einer transparenten Schutzfolie getragen werden. In der Mikroaufnahme rechts beträgt der Abstand zwischen den Lamellen ca. 60 µm. Sie vermindern die Durchlasshelligkeit um ca. 30 %. Bei einer Foliendicke von ca. 600 µm entfallen 200 µm auf die Steghöhe und jeweils 200 µm auf die Trägerfolien. Daraus resultiert eine geometrische Abschattung bei einem seitlichen Blickwinkel von ca. 25°. Der Blick von oben ist nicht eingeschränkt. Solche Folien gibt es seit mindestens 2004 z. B. von 3M.

## Elektrisch zuschaltbarer Blickschutz
Diese lassen sich elektrisch einschalten. Von Toshiba wurde 2004 ein Display vorgestellt, bei dem vor dem eigentlichen LCD ein schwarz-weißes sitzt, das nicht nur ein- und ausgeschaltet werden kann, sondern sogar ein Logo oder ähnliches anzeigen, das nur von der Seite wahrgenommen wird. Im Jahr 2008 entwickelte LG das sogenannte Viewing-angle Image Control Display. Im Jahr 2016 kündigte HP zwei Notebooks mit eingebauten Blickschutzfiltern an.

## Hersteller-Bezeichnungen
- HP: SureView
- Lenovo: PrivacyGuard
- Dell: SafeScreen